# Snøhetta (berg)
Snøhetta is een berg in het nationaal park Dovrefjell-Sunndalsfjella en Dovrefjell in de provincie Oppland in Noorwegen. Het is met 2286 meter een van de hoogste bergen van Noorwegen. In 1798 werd de berg voor het eerst door Jens Esmark beklommen.
De berg heeft diverse toppen:
- Stortoppen, de hoogste: 2286 meter
- Midttoppen, 2278 meter
- Hettpiggen, 2261 meter
- Vesttoppen, 2253 meter